# Strangalia suavis
Strangalia suavis är en skalbaggsart som först beskrevs av Julius Melzer 1926.  Strangalia suavis ingår i släktet Strangalia och familjen långhorningar. Inga underarter finns listade i Catalogue of Life.